# La Capricieuse (F745)
Pour les articles homonymes, voir La Capricieuse (homonymie).
La Capricieuse est un aviso de la classe Élan de la Marine nationale. Son indicatif visuel a été A16 puis F745.

## Service actif
Lancé le 19 avril 1939 et mis en service en février 1940, il est capturé par les Britanniques le 3 juillet 1940 et rendu à la France le 6 juin 1945. Il est retiré du service en septembre 1964.